# クウィチェルム (ウェセックス王)
クウィチェルム(Cwichelm、636年頃没)は初期の、ゲウィスと呼ばれた部族の王であり、後にウェセックスの王とされた。伝統的に彼はウェセックス王として列せられている。
この時代ウェセックスは『王国』というより『ゲウィス』と呼ばれた西サクソン人部族共同体であり、ほぼ同時代に王キュネイルスが並立しているなど、政体がいまだ西サクソン人の部族の首長の連合体であったと思わせる節が見られる。また王族の記述にも多少の混乱が見られる。

## 史料による記述
クウィチェルムの記述は少ない。主に9世紀に編纂されたアングロサクソン年代記と彼より100年後の時代を生きたノーサンブリアの歴史家ベーダ・ヴェネラビリス（以下「ベーダ」）によるものしかない。

### 最初の記述
クウィチェルムの名が登場するのはこの記述からである。また別の史料ではクウィチェルムの手により、エドウィン（後のノーサンブリア王）の暗殺未遂が626年にあったとベーダによる記述が残されている。しかしながら、この事件に関して同時代の人物で同じ国を治めていたはずのキュネイルスの名は書かれてはいない。

### マーシアとの戦い
628年にクウィチェルムとキュネイルスはサイレンスターでペンダと戦ったとされる。年代記ではクウィチェルムの勝利と暗に伝えているが、史実はペンダが勝利者となっている可能性が高い。

### 最後の記述
クウィチェルムに関する没年の記述がこれである。また聖ビリヌスによれば、同じくキュネイルスもまたこの時に洗礼を受け、ベルニチアのオスワルドを名付け親としたらしい。
その後、年代記に再びクウィチェルムの名が出てくる。それによると:
と書かれている。このクスレッドはキュネイルスとチェンワルフ配下の王であった可能性もある。

## キュネイルスとの関連
記述では同時代に王となっているクウィチェルムとキュネイルスの関係は明らかでなく、王とされるクウィチェルムはキュネイルスの息子であったかどうかは疑問の余地がある。もし、前述の648年の項目が本当ならば、叔父であるはずのチェンワルフは甥のクスレッドに「（遠縁の）親族」を指す意味の「propinquus」でなく「（近縁の）甥」を指す「nepos」を使うはずであり、非常に驚くべき異例の記述となる。ある者はクウィチェルムは本当にキュネイルスの息子であったと説き、別の者はそれに反駁しており、後に混乱をきたして、史実を変えた形跡があると説いている。クウィチェルムがゲウィスと呼ばれた共同体の王である事ははっきりとしているが、彼の出自が、もしあるとするならば、キュネイルスと関連しているかどうかと言えば、定かとは言えていない。